# Paul Richard Gallagher
Paul Richard Gallagher (Liverpool, Reino Unido, 23 de janeiro de 1954) é um arcebispo católico inglês, atual Secretário para as Relações com os Estados.

## Biografia
Paul Gallagher frequentou o St. Francis Xavier's College, Woolton. Ele foi então enviado a Roma para o Venerável Colégio Inglês. Gallagher foi ordenado sacerdote em 31 de julho de 1977 na Catedral Metropolitana de Liverpool pelo arcebispo de Liverpool Derek Worlock. Paul Gallagher serviu como sacerdote assistente na paróquia Holy Name em Fazakerley e como capelão no Hospital Fazakerley.
Gallagher foi posteriormente enviado a Roma para estudar na Pontifícia Academia Diplomática. Em 1984 recebeu seu doutorado em direito canônico. Em 1º de maio de 1984, Paul Gallagher ingressou no serviço diplomático da Santa Sé e tornou-se adepto da Nunciatura Apostólica na Tanzânia. Em seguida, trabalhou nas nunciaturas apostólicas no Uruguai e nas Filipinas e na Secretaria de Estado do Vaticano. Em 15 de julho de 2000, o Papa João Paulo II o nomeou observador permanente no Conselho da Europa em Estrasburgo.
Em 22 de janeiro de 2004, o Papa João Paulo II o nomeou arcebispo titular de Hodelm e o nomeou núncio apostólico em Burundi. A consagração episcopal doou-o em 13 de março de 2004 o Cardeal Secretário de Estado Angelo Sodano na Basílica de São Pedro; Os co-consagradores foram o arcebispo de Liverpool, Patrick Kelly, e o secretário da Congregação para a Evangelização dos Povos, o arcebispo da Curial, Robert Sarah. Em 19 de fevereiro de 2009, o Papa Bento XVI o nomeou ao Núncio Apostólico na Guatemala.. Paul Gallagher tornou-se Núncio Apostólico na Austrália em 11 de dezembro de 2012.
Em 8 de novembro de 2014, o Papa Francisco o nomeou Secretário para as Relações com os Estados na Secretaria de Estado do Vaticano, um cargo comumente referido como “Ministro das Relações Exteriores do Vaticano”.
Depois que as autoridades da Bielorrússia recusaram a reentrada do arcebispo Tadeusz Kondrusiewicz na Bielorrússia no final de agosto de 2020, após uma peregrinação à Madona Negra de Czestochowa e ele foi acusado de apoiar os protestos pacíficos na Bielorrússia em 2020, o Papa Francisco enviou o Arcebispo Paul Gallagher, em sua função de Secretário do Vaticano para as Relações com os Estados, a Minsk para mostrar seu apoio.